# Grand Prix automobile du Texas 2000
Navigation
Édition suivante
Le Grand Prix automobile du Texas 2000 (officiellement appelé le 2000 Grand Prix of Texas), disputé sur le 20 septembre 2000 sur le circuit du Texas Motor Speedway est la septième manche de l'American Le Mans Series 2000.

## Course
Voici le classement provisoire au terme de la course.
- Les vainqueurs de chaque catégorie sont signalés par un fond jauni.
- Pour la colonne Pneus, il faut passer le curseur au-dessus du modèle pour connaître le manufacturier de pneumatiques.

| Pos.   | Classe | N° | Écurie                              | Pilotes                                         | Châssis                        | Pneus | Tours |
| Pos.   | Classe | N° | Écurie                              | Pilotes                                         | Moteur                         | Pneus | Tours |
| ------ | ------ | -- | ----------------------------------- | ----------------------------------------------- | ------------------------------ | ----- | ----- |
| 1      | LMP    | 78 | Audi Sport North America            | Frank Biela Emanuele Pirro                      | Audi R8                        | M     | 127   |
| 1      | LMP    | 78 | Audi Sport North America            | Frank Biela Emanuele Pirro                      | Audi 3.6 L Turbo V8            | M     | 127   |
| 2      | LMP    | 77 | Audi Sport North America            | Rinaldo Capello Allan McNish                    | Audi R8                        | M     | 127   |
| 2      | LMP    | 77 | Audi Sport North America            | Rinaldo Capello Allan McNish                    | Audi 3.6 L Turbo V8            | M     | 127   |
| 3      | LMP    | 1  | Panoz Motor Sports                  | David Brabham Jan Magnussen                     | Panoz LMP-1 Roadster-S         | M     | 126   |
| 3      | LMP    | 1  | Panoz Motor Sports                  | David Brabham Jan Magnussen                     | Élan 6L8 6.0 L V8              | M     | 126   |
| 4      | LMP    | 42 | BMW Motorsport Schnitzer Motorsport | Jörg Müller JJ Lehto                            | BMW V12 LMR                    | M     | 124   |
| 4      | LMP    | 42 | BMW Motorsport Schnitzer Motorsport | Jörg Müller JJ Lehto                            | BMW S70 6.0 L V12              | M     | 124   |
| 5      | LMP    | 43 | BMW Motorsport Schnitzer Motorsport | Jean-Marc Gounon Bill Auberlen                  | BMW V12 LMR                    | M     | 124   |
| 5      | LMP    | 43 | BMW Motorsport Schnitzer Motorsport | Jean-Marc Gounon Bill Auberlen                  | BMW S70 6.0 L V12              | M     | 124   |
| 6      | LMP    | 2  | Panoz Motor Sports                  | Johnny O'Connell Hiroki Katou                   | Panoz LMP-1 Roadster-S         | M     | 123   |
| 6      | LMP    | 2  | Panoz Motor Sports                  | Johnny O'Connell Hiroki Katou                   | Élan 6L8 6.0 L V8              | M     | 123   |
| 7      | LMP    | 36 | Johansson-Matthews Racing           | Stefan Johansson Guy Smith                      | Reynard 2KQ-LM                 | Y     | 122   |
| 7      | LMP    | 36 | Johansson-Matthews Racing           | Stefan Johansson Guy Smith                      | Judd GV4 4.0 L V10             | Y     | 122   |
| 8      | GTS    | 3  | Corvette Racing                     | Andy Pilgrim Ron Fellows                        | Chevrolet Corvette C5-R        | G     | 116   |
| 8      | GTS    | 3  | Corvette Racing                     | Andy Pilgrim Ron Fellows                        | Chevrolet 7.0 L V8             | G     | 116   |
| 9      | LMP    | 37 | Intersport Racing (en)              | Jon Field Rick Sutherland                       | Lola B2K/10                    | Y     | 115   |
| 9      | LMP    | 37 | Intersport Racing (en)              | Jon Field Rick Sutherland                       | Judd GV4 4.0 L V10             | Y     | 115   |
| 10     | GTS    | 91 | Viper Team Oreca                    | Olivier Beretta Karl Wendlinger                 | Dodge Viper GTS-R              | M     | 113   |
| 10     | GTS    | 91 | Viper Team Oreca                    | Olivier Beretta Karl Wendlinger                 | Dodge 8.0 L V10                | M     | 113   |
| 11     | GT     | 23 | Alex Job Racing                     | Randy Pobst (en) Bruno Lambert                  | Porsche 911 GT3-R              | M     | 112   |
| 11     | GT     | 23 | Alex Job Racing                     | Randy Pobst (en) Bruno Lambert                  | Porsche 3.6 L Flat-6           | M     | 112   |
| 12     | GT     | 51 | Dick Barbour Racing                 | Sascha Maassen Bob Wollek                       | Porsche 911 GT3-R              | M     | 111   |
| 12     | GT     | 51 | Dick Barbour Racing                 | Sascha Maassen Bob Wollek                       | Porsche 3.6 L Flat-6           | M     | 111   |
| 13     | GT     | 5  | Dick Barbour Racing                 | Dirk Müller Lucas Luhr                          | Porsche 911 GT3-R              | M     | 111   |
| 13     | GT     | 5  | Dick Barbour Racing                 | Dirk Müller Lucas Luhr                          | Porsche 3.6 L Flat-6           | M     | 111   |
| 14     | GT     | 22 | Alex Job Racing                     | Mike Conte Anthony Lazzaro                      | Porsche 911 GT3-R              | M     | 109   |
| 14     | GT     | 22 | Alex Job Racing                     | Mike Conte Anthony Lazzaro                      | Porsche 3.6 L Flat-6           | M     | 109   |
| 15     | GT     | 70 | Skea Racing International           | Johnny Mowlem David Murry                       | Porsche 911 GT3-R              | P     | 109   |
| 15     | GT     | 70 | Skea Racing International           | Johnny Mowlem David Murry                       | Porsche 3.6 L Flat-6           | P     | 109   |
| 16     | GT     | 10 | Prototype Technology Group          | Brian Cunningham Niclas Jönsson                 | BMW M3                         | Y     | 109   |
| 16     | GT     | 10 | Prototype Technology Group          | Brian Cunningham Niclas Jönsson                 | BMW 3.2 L I6                   | Y     | 109   |
| 17     | GT     | 7  | Prototype Technology Group          | Johannes van Overbeek Hans-Joachim Stuck        | BMW M3                         | Y     | 106   |
| 17     | GT     | 7  | Prototype Technology Group          | Johannes van Overbeek Hans-Joachim Stuck        | BMW 3.2 L I6                   | Y     | 106   |
| 18     | GT     | 71 | Skea Racing International           | Rohan Skea Doc Bundy                            | Porsche 911 GT3-R              | P     | 98    |
| 18     | GT     | 71 | Skea Racing International           | Rohan Skea Doc Bundy                            | Porsche 3.6 L Flat-6           | P     | 98    |
| 19     | GT     | 30 | White Lightning Racing              | Gunnar Jeannette Michael Petersen               | Porsche 911 GT3-R              | M     | 98    |
| 19     | GT     | 30 | White Lightning Racing              | Gunnar Jeannette Michael Petersen               | Porsche 3.6 L Flat-6           | M     | 98    |
| 20 DNF | GTS    | 92 | Viper Team Oreca                    | David Donohue Tommy Archer                      | Dodge Viper GTS-R              | M     | 83    |
| 20 DNF | GTS    | 92 | Viper Team Oreca                    | David Donohue Tommy Archer                      | Dodge 8.0 L V10                | M     | 83    |
| 21     | GT     | 15 | Dick Barbour Racing                 | Terry Borcheller Jennifer Tumminelli Randy Wars | Porsche 911 GT3-R              | M     | 75    |
| 21     | GT     | 15 | Dick Barbour Racing                 | Terry Borcheller Jennifer Tumminelli Randy Wars | Porsche 3.6 L Flat-6           | M     | 75    |
| 22     | GT     | 21 | MCR/Aspen Knolls                    | Shane Lewis Cort Wagner                         | Porsche 911 GT3-R              | P     | 63    |
| 22     | GT     | 21 | MCR/Aspen Knolls                    | Shane Lewis Cort Wagner                         | Porsche 3.6 L Flat-6           | P     | 63    |
| 23 DNF | LMP    | 0  | Team Rafanelli SRL                  | Mimmo Schiattarella Didier de Radiguès          | Lola B2K/10                    | M     | 34    |
| 23 DNF | LMP    | 0  | Team Rafanelli SRL                  | Mimmo Schiattarella Didier de Radiguès          | Judd (Rafanelli) GV4 4.0 L V10 | M     | 34    |
| 24 DNF | LMP    | 24 | Johansson-Matthews Racing           | Jim Matthews Mark Simo                          | Reynard 2KQ-LM                 | Y     | 27    |
| 24 DNF | LMP    | 24 | Johansson-Matthews Racing           | Jim Matthews Mark Simo                          | Judd GV4 4.0 L V10             | Y     | 27    |
| 25 DNF | GTS    | 08 | Roock Motorsport North America      | Zak Brown Vic Rice                              | Porsche 911 GT2                | Y     | 20    |
| 25 DNF | GTS    | 08 | Roock Motorsport North America      | Zak Brown Vic Rice                              | Porsche 3.8 L Turbo Flat-6     | Y     | 20    |
| DNS    | GTS    | 09 | Roock Motorsport North America      | Mike Fitzgerald Jürgen Lorenz                   | Porsche 911 GT2                | Y     | -     |
| DNS    | GTS    | 09 | Roock Motorsport North America      | Mike Fitzgerald Jürgen Lorenz                   | Porsche 3.8 L Turbo Flat-6     | Y     | -     |

## Statistiques
- Pole Position - #77 Audi Sport North America - 1:12.716
- Record du tour - #77 Audi Sport North America - 1:12.912
- Distance - 474.995 km
- Vitesse moyenne - 171.920 km/h